# 赤点病
赤点病(英: Sekiten-byo, red spot disease)とは、シュードモナス・アンギリセプチカ(Pseudomonas anguilliseptica)の感染を原因とするニホンウナギの感染症。ヨーロッパウナギやアユで発生することもある。体表に点状出血、肝臓の鬱血、脾臓の褪色・萎縮、腹膜の点状出血が認められる。25℃以上の水温で終息する。P. anguillisepticaは海水や汽水中では200日以上生存することができる。